# Llista de llibres sobre el món casteller
Llista de llibres sobre el món casteller i els castells, l'activitat tradicional catalana de realitzar construccions humanes practicada des de principis del segle xix. Aquesta bibliografia està ordenada segons el contingut primari del llibre: món casteller (generalista), història, de fotografies, sobre la premsa, literatura infantil, biografies, etc.

## Món casteller
- Brotons i Navarro, Xavier. Castells i castellers. Guia completa del món casteller.  Lynx, 1995. ISBN 84-87334-17-2.
- Català i Roca, Pere. Món casteller. vol. I.  Barcelona: Rafael Dalmau (Editor), 1980. ISBN 8423201848.
- Català i Roca, Pere. Món casteller. vol. II.  Barcelona: Rafael Dalmau (Editor), 1981. ISBN 8423202089.
- Llenas, Xavi. 35 converses castelleres.  Vilafranca del Penedès: Xicots de Vilafranca, 2017.
- Miralles, Eloi. Fem pinya: els castells, símbol i expressió del nostre poble.  Barcelona: Diàfora, 1981. ISBN mkt0002065809.
- Martínez, Patrícia; Sans, Raquel. Quarts de Nou: Tot el que cal saber sobre el món dels castells.  Barcelona: Ara Llibres, 2013. ISBN 9788415224709.
- VVAA: Enciclopèdia castellera. Història I: dels antecedents al 1939, Cossetània Edicions, Valls, 2017. ISBN 978-84-9034-697-6
- VVAA: Enciclopèdia castellera. Història II: del 1939 al 2016, Cossetània Edicions, Valls, 2017. ISBN 978-84-9034-698-3
- VVAA. L'univers casteller avui. I Simposi Casteller – Valls, 29 de gener del 2011. 20.  Valls: Cossetània Edicions, 2012 (L'Aixecador). ISBN 978-84-9034-017-2.
- VVAA. Castells: entre el patrimoni i l'esport. II Simposi Casteller. 22.  Valls: Cossetània Edicions, 2013 (L'Aixecador). ISBN 978-84-9034-167-4.
- VVAA. La dona i l'economia en el món casteller. III Simposi Casteller. 23.  Valls: Cossetània Edicions, 2014 (L'Aixecador). ISBN 978-84-9034-264-0.
- VVAA. La canalla castellera i el sobiranisme a les colles. IV Simposi Casteller. 25.  Valls: Cossetània Edicions, 2015 (L'Aixecador). ISBN 978-84-9034-366-1.
- VVAA. Castells, immigració i concurs. V Simposi Casteller. 26.  Valls: Cossetània Edicions, 2016 (L'Aixecador). ISBN 978-84-9034-531-3.
- VVAA. Castells: durada de les actuacions i impacte econòmic. VI Simposi Casteller. 27.  Valls: Cossetània Edicions, 2017 (L'Aixecador). ISBN 978-84-9034-661-7.

## Biografies
- Beumala, Joan; Brotons i Navarro, Xavier; Jaria i Manzano, Jordi; Soler, Guillermo. Retrats castellers.  Valls: Cossetània, 2006 (L'Aixecador). ISBN 978-84-97911-91-7.
- Ferrando i Romeu, Pere; Arroyo i Julivert, Salvador. Pau Casals i els castells: dos sentiments catalans.  Valls: Cossetània, 1998 (L'Aixecador). ISBN 84-89890-20-X.

## Ciència
- Brotons, Xavier; Delgado, Manuel; Pardo, Antoni; Soler, Guillermo. Repensar els castells: Jornades d'Estudi dels Castells de l'Institut Tarragonès d'Antropologia. 12.  Valls: Cossetània Edicions, 2004 (L'Aixecador). ISBN 978-84-97910-17-0.
- Roset i Llobet, Jaume. Manual de supervivència del casteller. La ciència al servei de les torres humanes.  Valls: Cossetània, 2000 (L'Aixecador). ISBN 84-89890-749.

## Fotografies
- Almirall, Josep. Castells, tocant el cel amb la mà.  Triangle Postals, 2011. ISBN 84-8478-471-1.
- Ayats, Xavier [et al.].. Castells i castellers. Una voluntat col·lectiva.  Barcelona: Lunwerg, 2004. ISBN 978-84-9785-701-7, ISBN 978-84-9785-844-1.

## Història
- Andreu, Jordi; Suriñach, Jordi. 25 Edicions del Concurs de Castells de Tarragona. Emocions puntuades.  Tarragona: Cossetània Edicions, 2015. ISBN 978-84-9034-346-3.
- Bargalló, Josep. Un segle de castells. De 1900 a 2000 en dades. 7.  Tarragona: Cossetània Edicions, 2001 (L'Aixecador). ISBN 978-84-95684-25-7.
- Cervelló, Àlex. Els Xiquets de Valls durant el primer franquisme (1939 - 1960). 1.  Tarragona: Cossetània Edicions, 2015 (Xiquets de Valls). ISBN 978-84-9034-329-6.
- Cervelló, Àlex. Els orígens del fet casteller. Del ball de valencians als Xiquets de Valls: Del segle xviii al 1849. 2.  Tarragona: Cossetània Edicions, 2017 (Xiquets de Valls). ISBN 978-84-9034-554-2.
- Bofarull Solé, Joan. L'origen dels castells: anàlisi tècnica i històrica.  Tarragona: Cossetània, 2007 (L'Aixecador). ISBN 978-84-9791-291-4.
- Brotons, Xavier; Beumala, Joan. Les meravelles del món casteller (I). 5.  Tarragona: Cossetània, 2000 (L'Aixecador). ISBN 978-84-89890-55-8.
- Brotons, Xavier; Beumala, Joan. Les meravelles del món casteller (II). 10.  Tarragona: Cossetània, 2002 (L'Aixecador). ISBN 978-84-95684-85-1.
- Climent i Ferré, Joan. Els primers castellers (1813-1851).  Sant Vicenç de Castellet: Farell, 2013. ISBN 978-84-92811-47-2.[1]
- Güell i Cendra, Xavier. Els castells: entre la passió i la història. Articles de la primera època d'or (1851-1889).  Valls: Cossetània, 2002 (L'Aixecador). ISBN 84-95684-56-X.
- Jaria i Manzano, Jordi. Història dels concursos de castells.  Tarragona: El Mèdol, 1996, p. 49-50 (L'Agulla). ISBN 84-88882-64-5.
- Soler, Guillermo. Revolució o reforma. El canvi en el model de colla castellera a Tarragona. 18.  Tarragona: Cossetània Edicions, 2009 (L'Aixecador). ISBN 978-84-9791-475-8.
- Solsona, Lluís. Geni casteller. Articles de recerca històrica castellera. 19.  Tarragona: Cossetània Edicions, 2010 (L'Aixecador). ISBN 978-84-9791-696-7.
- Terraza, Santi. 50 actuacions castelleres del segle xx. Diades que han fet història.  Tarragona: El Mèdol, 2000 (L'Agulla). ISBN 84-89936-95-1.

Història de colles castelleres
- Audí, Pere; Callao, Manel; Macías, Joan Ramon. Jove Tarragona. 25 anys amunt.  Valls: Cossetània Edicions, 2005. ISBN 978-84-97911-56-6.
- Borràs, Alfred; Ferré, Maurici; Magan, Miquel Àngel; Marsal, Lluís. 20 anys de Xiquets del Serrallo explicats per Pinya Blava.  Tarragona: Arola, 2009. ISBN 84-92408-97-9.
- Canals, Roc; Chiva, Paco; Martí, Lluís. Pas a pas, pis a pis. Capgrossos de Mataró 1996-2005.  Valls: Cossetània, 2006. ISBN 84-9791-190-3.
- Cervera, Raimon; Dàvila, Josep; Dòmper, Claudi. Castellers de Barcelona, trenta-cinc anys Barcelona: un segle i mig de castells.  Barcelona: Dux, 2004. ISBN 84-60930-56-4.
- Miró i Fons, Emili. Història dels castellers els "Nens del Vendrell," (1926-1957), assaig.  Barcelona: Rafael Dalmau (Editor), 1961 (L'Aixecador).
- Pena Martínez, Agustí. Colla Vella dels Xiquets de Valls: 1947-1980.  Valls: La Magrana, 1999. ISBN 84-82642-13-8.
- Sabaté, Carles; Plazas, Xavier. Castellers de Cornellà: 10 anys (1991-2001).  Valls: Cossetània, 2001 (L'Aixecador). ISBN 84-95684-23-3.
- VVAA. Els Xiquets de Reus: 30 anys de castells. 21.  Tarragona: Cossetània Edicions, 2012 (L'Aixecador). ISBN 978-84-9034-022-6.

Història local
- Blasi i Vallespinosa, Francesc. Els castells dels Xiquets de Valls.  Valls: Cossetània, 1997 (L'Aixecador). ISBN 84-921476-8-7.
- Ferrando i Romeu, Pere. El Penedès casteller: pàgines d'història.  Valls: Cossetània, 1998 (L'Aixecador). ISBN 84-89890-16-1.
- Ferrando i Romeu, Pere; Arroyo i Julivert, Salvador. La reinaxença castellera al Vendrell: 1926-1936.  Tarragona: El Mèdol, 1995 (L'Agulla). ISBN 84-88882-21-1.
- Ferrando i Romeu, Pere; Cusiné Via, Fèlix Josep. Cent anys de castells (1876-1976): entorn de la família Cusiné de Vilafranca del Penedès.  Vilafranca del Penedès: Andana, 2011. ISBN 84-96995-54-2.
- Ferrando i Romeu, Pere; Tarés i Martí, Joan. Els altres Xiquets de Valls: l'exemple de l'Espluga de Francolí. 11.  Tarragona: Cossetània Edicions, 2003 (L'Aixecador). ISBN 978-84-96035-17-1.
- Martín, Màrius. Història gràfica de la Colla Joves Xiquets de Valls. 1.  Tarragona: Cossetània Edicions, 1996 (El Bagul). ISBN 84-921476-3-6.
- Musons, Albert; Perelló, Quim; Ràfols, Jordi; Sendra, Miquel. Xiquets ahir, castellers per sempre: Vila de Gràcia 1876-2002. 7.  Barcelona: Taller d'Història de Gràcia, 2002 (La Font de l'Atzavara). ISBN B-51.287-2002.
- VVAA. Els Castellers de Tarragona 1926-2006. Imatges i testimonis.  Tarragona: Cossetània Edicions, 2008. ISBN 978-84-9791-362-1.

## Literatura
- Casas Pedrerol, Raimon. Lo tres de nou. 24.  Tarragona: Cossetània Edicions, 2014 (L'Aixecador). ISBN 978-84-9034-281-7. «Reedició d'una obra de teatre publicada el 1902»
- López Daltell, Jordi. Emmanillats.  Barcelona: Stonberg Editorial, 2017.

## Literatura infantil
- Durán i Riu, Fina; París, Jordi. Petita història dels castellers.  Barcelona: Mediterrània, 1990. ISBN 84-85984-62-5.
- Gispert, Anna. L'Espiridió.  Tarragona: Associació d'Amics de la Colla Jove, 2017 (Personatges castellers).
- Prades, Hugo; Roig, Roger. Fem castells!. 9.  Tarragona: Cossetània Edicions, 2014 (El Patufet). ISBN 978-84-9034-238-1.
- Torné, Octavi; Sans, Raquel. El gran llibre dels castells.  Barcelona: Larousse, 2018. ISBN 9788417273507.
- Montoya, Francisco; Sans, Raquel. El llibre més alt dels castells.  Figueres: Brau Edicions, 2015 (Els llibres gegants). ISBN 9788415885375.

## Premsa
- Llopart, Frederic. De les places a les ones: col·laboracions castelleres 1996-2001.  Valls: Cossetània, 2004 (L'Aixecador). ISBN 84-9791-072-9.
- Suárez-Baldrís, Santi. Castells i televisió: La construcció mediàtica del fet casteller.  Valls: Cossetània, 1998 (L'Aixecador). ISBN 84-89890-14-5.